# Чілко-Лейк 1A
Чілко-Лейк 1A (англ. Chilco Lake 1A) — індіанська резервація в Канаді, у провінції Британська Колумбія, у межах регіонального округу Карібу.

## Населення
За даними перепису 2016 року, індіанська резервація нараховувала 25 осіб. Середня густина населення становила 3,7 осіб/км².

## Клімат
Середня річна температура становить 3,7°C, середня максимальна – 15,9°C, а середня мінімальна – -10,9°C. Середня річна кількість опадів – 502 мм.
| Клімат поселення                              | Клімат поселення | Клімат поселення | Клімат поселення | Клімат поселення | Клімат поселення | Клімат поселення | Клімат поселення | Клімат поселення | Клімат поселення | Клімат поселення | Клімат поселення | Клімат поселення | Клімат поселення |
| Показник                                      | Січ.             | Лют.             | Бер.             | Квіт.            | Трав.            | Черв.            | Лип.             | Серп.            | Вер.             | Жовт.            | Лист.            | Груд.            |                  |
| Середній максимум, °C                         | 2,29             | 4,38             | 5,54             | 8,85             | 12,71            | 15,94            | 15,07            | 15,90            | 12,36            | 7,72             | 2,42             | −0,27            |                  |
| Середня температура, °C                       | −4,29            | −2,21            | −1,04            | 2,27             | 6,12             | 9,36             | 11,93            | 12,78            | 9,22             | 4,57             | −0,74            | −3,41            |                  |
| Середній мінімум, °C                          | −10,88           | −8,77            | −7,63            | −4,32            | −0,46            | 2,78             | 8,78             | 9,62             | 6,08             | 1,42             | −3,88            | −6,55            |                  |
| Норма опадів, мм                              | 55               | 37               | 28               | 21               | 32               | 38               | 43               | 40               | 31               | 54               | 64               | 59               |                  |
| Середньомісячна швидкість вітру, м/с          | 1.50             | 1.60             | 1.80             | 2.06             | 2.00             | 2.10             | 2.00             | 1.80             | 1.70             | 1.70             | 1.70             | 1.40             |                  |
| Середньомісячна сонячна радіація, кДж/м²·день | 2995             | 5804             | 10413            | 15316            | 18957            | 20602            | 20731            | 17499            | 12256            | 6766             | 3299             | 2253             |                  |
| --------------------------------------------- | ---------------- | ---------------- | ---------------- | ---------------- | ---------------- | ---------------- | ---------------- | ---------------- | ---------------- | ---------------- | ---------------- | ---------------- | ---------------- |
| Джерело:                                      |                  |                  |                  |                  |                  |                  |                  |                  |                  |                  |                  |                  |                  |